# 文襄敬皇后
文襄敬皇后（?—570年代），河南郡洛阳县（今河南省洛阳市东）人，魏孝文帝元宏曾孙，清河文宣王元亶之女，追尊齐文襄帝高澄夫人。

## 生平
北魏孝武帝时，元氏受封冯翊公主，或称冯翊长公主。元氏嫁予权臣高欢之子高澄。534年，高欢扶持其兄元善见登基，建立东魏。兴和三年（541年），元氏生下高澄第四子高孝琬，之后又生下两个女儿，高澄于诸子中最宠爱她的儿子。
冯翊公主容貌美丽、性情温柔，对高澄极其和顺恭敬。高欢在547年去世后，高澄曾打算立当时盛宠的王昭仪为正室，崔暹劝諫说：“天命未改，魏室尚存，公主无罪，不容弃辱。”高澄不悦，崔暹苦諫后又听从。后在高澄执政期间，其弟高洋的妻子李祖娥姿色美艳，每次在宴会上，容貌都盖过冯翊公主，高澄对此尤为不平，高洋给其妻李氏礼物，稍有好的，便被高澄半路夺取。
549年，高澄遇害身亡，时年28岁。高洋继任其位，550年建立北齊。尊冯翊公主為文襄皇后，居静德宮。
天保六年，高洋嗜酒渐渐昏狂，遂將文襄皇后的庫藏財寶全都沒收，且聲稱高澄生前曾經非礼他的妻妾，而將她在高阳王府強暴。之后高洋将高家妇女无论亲疏全部聚集在自己跟前，让仆人们侮辱这些妇女，又命胡人當衆輪辱元怿的女儿安德公主。
天统二年（566年），高孝琬与太上皇高湛交惡，被以謀反罪名殺害，时年23岁。文襄皇后则在武平年間逝世，谥号敬皇后，祔葬神武帝高欢的義平陵。

## 子女
- 高孝琬，北齐并州刺史、河间王
- 乐安公主，嫁崔达拏

## 延伸阅读
[在维基数据编辑]
 《北史·卷014》，出自李延壽《北史》